# Familienfilm
Unter einem Familienfilm versteht man traditionell einen für den privaten Gebrauch bestimmten Film, mit dem ein Filmamateur Mitglieder seiner Familie im bewegten Bild festhält.
Seit dem ausgehenden 20. Jahrhundert steht der Begriff „Familienfilm“ daneben auch im Mittelpunkt eines Marketingkonzepts der Filmproduktions- und Filmdistributionsunternehmen, die bestimmte kommerzielle Kinderfilme als „Familienfilme“ deklarieren, um gleichzeitig zwei Zielgruppen auf das Produkt aufmerksam zu machen, nämlich erstens Kinder und zweitens diejenigen Erwachsenen, die Kinder ins Kino begleiten bzw. Filme mit ihnen gemeinsam anschauen.

## Begriffsabgrenzung
Einen Film, der nicht für ein Familienpublikum produziert ist, sondern – wie z. B. Francis Ford Coppolas Thriller Der Pate – Familie zum Thema hat, nennt man „Familiendrama“ oder „Familiensaga“, wobei das Familienthema aber auch komödiantisch behandelt werden kann (z. B. Sterben für Anfänger, UK 2007).

## Begriffsgeschichte

### „Familienfilm“ als Amateurfilm
Nachdem Eastman Kodak 1923 das billige 16-mm-Format in Umlauf brachte, was eine Ausbreitung des Amateurfilmens zur Folge hatte, verstand man im englischsprachigen Raum unter einem family movie zunächst meist einen privaten Film, auf dem ein Hobbyfilmer seine eigene Familie im bewegten Bild festhält, um den Film später hauptsächlich im Kreise derselben Familie anzuschauen. Im deutschsprachigen Raum wurde das Wort „Familienfilm“ lange Zeit in demselben Sinne verstanden, auch etwa in der Zeit des Nationalsozialismus, in der ein solcher Amateurfilm, wenn er „den Wert der deutschen Sippe, die Freude an gesunden Kindern und Glück und Wert einer großen Geschwistergemeinschaft […] zum Ausdruck bringt“, auf Seiten des NS-Regimes sogar besonders Anerkennung finden konnte.
Der Sprachgebrauch des Familienfilms als Privatfilm besteht in Deutschland – neben anderen, neueren Verwendungen des Wortes – bis in die Gegenwart fort.

### „Family Movie“ als „sauberer“ Film
Eine neue und sehr spezielle Bedeutung erhielt das Wort „Family Movie“ um 1970 in den Vereinigten Staaten. Der Hays Code hatte in diesem Land jahrzehntelang verhindert, dass kommerzielle Filme produziert und vermarktet werden konnten, in denen potenziell Anstößiges, wie etwa Sex oder blutige Gewalt, gezeigt wurde. Nach der Abschaffung des Hays Code im Jahre 1967 hatten Filme, die solche Inhalte aufwiesen, Verbreitung gewonnen, mit der Folge, dass darüber ein gesellschaftlicher und auch politischer Diskurs entstand. Der Terminus „Family Movie“ erhielt in diesem Kontext eine neue Bedeutung als Chiffre für einen Film, der keine potenziell anstößigen Inhalte aufweist. Dieser Sprachgebrauch ist in den USA bis heute weit verbreitet, wobei er auch Filme wie z. B. Ben Hur einschließt, die für Kinder erst von einem gewissen Alter an ansprechend sind. Da ein entsprechender Diskurs in den deutschsprachigen Ländern nicht existiert und auch die besonderen wertkonservativen Konnotationen, die das Wort family im Englischen hat, in vielen anderen Sprachen nicht verstanden werden, ist eine entsprechende Lehnübersetzung ins Deutsche nicht eingedrungen.

### „Familienfilm“ als Film für Kinder und ihre Eltern
In der englischsprachigen Literatur wurde der Ausdruck vereinzelt bereits in den 1920er Jahren auch als Genrebezeichnung für solche Filme verwendet, die dafür konzipiert sind, dass Kinder und Erwachsene sie gemeinsam anschauen. Um die Mitte der 1990er Jahre fand dieser Sprachgebrauch eine Wiederbelebung. Als Family Movies wurden nun – ohne implizite jugendschützerische Eignungszuschreibungen – solche Filme bezeichnet, die keine reinen Kinderfilme, sondern gleichzeitig für zwei Zielgruppen produziert sind, nämlich 1. für Kinder vor dem Teenageralter und 2. diejenigen Erwachsenen, die Kinder ins Kino begleiten. Der von den Filmstudios eingeführte Sprachgebrauch wurde in der Fachliteratur später oft unhinterfragt übernommen, während andere Autoren dagegen eingewandt haben, dass Kinderfilme immer auch für erwachsene Zuschauer produziert werden.
In deutschsprachigen Druckwerken lässt sich ein entsprechender Gebrauch des Wortes „Familienfilm“ seit etwa 2000 nachweisen.

## Beispiel:Warner Bros. Family Entertainment
Beispielhaft umgesetzt wurde das Marketingkonzept Familienfilm etwa bei dem kalifornischen Film- und Fernsehproduktionskonzern Warner Bros. Entertainment, der 1992 ein Tochterunternehmen Warner Bros. Family Entertainment ins Leben rief, das seine Produkte damit bewarb, dass sie sowohl für Kinder als auch für deren erwachsene Bezugspersonen gemacht seien. Zu den Filmen, die in diesem Kontext entstanden, zählen etwa Dennis (1993), Free Willy (1993), Space Jam (1996) und Pokémon – Der Film (1998). Da die meisten anderen Filme des Unternehmens an den Kinokassen floppten, wurde der Betrieb 2009 wieder eingestellt. Noch 2004 hatte Warner Bros. Family Entertainment in Deutschland allerdings den Film Lauras Stern produziert und veröffentlicht, der sich in deutschen Kinos ungewöhnlich gut behaupten konnte.